# کاموی طلایی (فیلم)
کاموی طلایی (ژاپنی: ゴールデンカムイ هپبورن: Gōruden Kamui) (به انگلیسی: Golden Kamuy) یک فیلم ژاپنی محصول سال ۲۰۲۴ به کارگردانی شیگاکی کوبو، بر اساس مانگا سری همین نام نوشته و تصویرگری شده توسط ساتورو نودا است.
کنتو یامازاکی، آنا یامادا، یوما یاموتو و گوردون مائدا در این فیلم بازی می‌کنند و داستان سایچی سوگیموتو، کهنه‌کار اوایل قرن بیستم جنگ روسیه و ژاپن را روایت می‌کند، و تلاش او برای یافتن ثروت عظیمی از طلای مردم آینو، با کمک یک دختر جوان آینو به نام آسیرپا.

## طرح
در اواخر دوره میجی در هوکایدو، ژاپن، سایچی سوگیموتو، قهرمان جنگی که به نام سوگیموتو جاودانه از جنگ روسیه و ژاپن شناخته می‌شود، زندگی جدیدی را در هوکایدو آغاز می‌کند. او در مورد طلاهای دزدیده شده که زمانی متعلق به قوم آینو بوده است و توسط مردی به نام نوپرا که همه را قتل‌عام کرد گرفته شده است تا بتواند تمام طلاها را به دست خود بیاورد، می‌آموزد. نوپرا-بو سپس دستگیر و به زندان آباشیری انداخته شد و قبل از آن، طلاها را در مکانی امن در هوکایدو پنهان کرده بود. او محل طلای پنهان را روی ۲۴ زندانی مختلف خالکوبی کرد، هر زندانی بخشی از نقشه را که برای کشف گنج لازم بود در دست داشت. پس از مدتی، نوپرا-بو یک فرار از زندان ترتیب داد و از کسانی که خالکوبی می‌کرد خواست تا در ازای دریافت نیمی از طلا، طلا را پیدا کنند.
پس از تأیید صحت اطلاعات، سایچی سوگیموتو تصمیم می‌گیرد تا کل قطعه را جمع کند تا بتواند از پول طلا برای بازیابی بینایی اومکو استفاده کند، شوهرش توراجی در جنگ روسیه و ژاپن درگذشت.
در طی یک حمله خرس، سوگیموتو توسط آسیرپا، دختری آینو که به دنبال انتقام قتل پدرش توسط نوپرا-بو است، نجات می‌یابد. سوگیموتو و آسیرپا که با اهداف متفاوتی مقید هستند اما تلاش مشترکی برای عدالت دارند، نیروها را متحد می‌کنند. همان‌طور که سفر آنها آشکار می‌شود، افراد بیشتری از جمله سربازان لشکر هفتم، هیجیکاتا و دیگران به دنبال طلای دست نیافتنی می‌پیوندند.
فیلم با هیجیکاتا به پایان می‌رسد که نشان می‌دهد ارزش طلا ۲۰۰ کان نیست، بلکه ۲۰٬۰۰۰ کان است که برای ساختن یک ملت جدید کافی است و اضافه می‌کند که هوکایدو به میدان جنگ برای همه کسانی که در جستجوی طلا هستند تبدیل خواهد شد.

## بازیگران
- کنتو یامازاکی در نقش سایچی سوگیموتو
- آنا یامادا در نقش آسیرپا
- گوردون مائدا در نقش هیاکونوسکه اوگاتا
- یوما یاموتو در نقش یوشیتاکه شیرایشی
- آسوکا کودو در نقش هاجیمه سوکیشیما *شونتارو یاناگی در نقش کوهی نیکایدو / یوهی نیکایدو
- یوکی ایزومیساوا در نقش توراجی
- میتسوکی تاکاهاتا در نقش اومکو
- ریوهی اوتانی در نقش جنجیرو تانیگاکی
- ماکیتا اسپورت در نقش تاکه چیو گوتو
- یونو ناگائو در نقش اوسوما
- دبو آکیبه در نقش عموی بزرگ آسیرپا
- هیساکو اوکاتا در نقش هوچی
- کاتسویا در نقش تاتسوما اوشیاما
- کاتسومی کیبا در نقش شینپاچی ناگاکورا
- آراتا ایورا در نقش آکا
- هیروشی تاماکی در نقش توکوشیرو تسورومی
- هیروشی تاچی به عنوان توشیزو هیجیکاتا

## تولید
تولید در اوایل سال ۲۰۲۱ پس از به دست آوردن حقوق فیلم توسط وو و کریدئوس آغاز شد و تولید آن به مدت سه سال به طول انجامید. ایده فیلم احترام به سریال مانگا و حفظ همان خط داستانی بود، بنابراین شیگاکی کوبو که از طرفداران سری اصلی است به عنوان کارگردان منصوب شد. ساتورو نودا، نویسنده مجموعه اصلی بر روند فیلمنامه نظارت داشت تا از داستان اصلی منحرف نشود.

## انتشار
پوستر و تریلر این فیلم در اکتبر ۲۰۲۳ منتشر شد در حالی که این فیلم در ۱۹ ژانویه ۲۰۲۴ در سینماهای ژاپن اکران شد، , و در ۱۹ مه ۲۰۲۴، چهار ماه پس از انتشار اولیه ژاپنی، پخش در نتفلیکس را آغاز کرد.

## پذیرایی

### باجه بلیط فروشی
این فیلم در سه روز اول اکران خود بیش از ۵۰۰ میلیون ین فروش داشت و بیش از ۳۵۰،۰۰۰ بیننده را جذب کرد و در رتبه اول قرار گرفت. و ۱.۷۵ میلیون بیننده جذب کرد و تا ۲۹ فوریه ۲.۵۸ میلیارد ین فروش داشت.

### پذیرش انتقادی
جیمز هادفیلد از ژاپن تایمز به این فیلم ۳ از ۵ ستاره داد و گفت: با همه ولخرجی‌هایش، کاموی طلایی فقط شما را نیمه پر می‌کند.
پانوس کوتزاتاناسیس از فیلم آسیایی پالس در نقد خود خاطرنشان کرد که کاموی طلایی فیلمی است که ارزش دیدن دارد، اما فلاش بک ها در لحظات ایده آل قرار نگرفتند و می شد قسمت های دراماتیک را به شکل بهتری مدیریت کرد.